# 以善待人
〈以善待人〉是英國歌手哈利·斯泰爾斯的單曲，由哥伦比亚唱片於2021年1月9日發行，收錄在斯泰爾斯第二張錄音室專輯《搖滾界線》。由哈利·斯泰爾斯、傑夫·巴斯克及伊尔西·朱伯共同創作。